# Hilarocassis
Hilarocassis es un género de escarabajos  de la familia Chrysomelidae. En 1913 Spaeth describió el género. Es un grupo neotropical, la mayoría de las especies se encuentran en Brasil, con una que llega hasta Arizona. Contiene las siguientes especies:
- Hilarocassis bordoni Borowiec, 2002
- Hilarocassis exclamationis (Linnaeus, 1767)
- Hilarocassis maculicollis Swietojanska, 2003